# Ali Artuner
Ali Artuner (* 5. September 1944 in Izmir; † 14. Februar 2001 in Istanbul) war ein türkischer Fußballtorhüter. Durch seine langjährige Tätigkeit für Göztepe Izmir wird er sehr stark mit diesem Verein assoziiert. Auf Fan- und Vereinsseite wird er als einer der bedeutendsten Spieler der Klubgeschichte aufgefasst. Zu Spielerzeiten wurde er als Moskova panteri (dt.: Der Panther von Moskau) bezeichnet. Er steht mit solchen Spielern wie Fevzi Zemzem und Nevzat Güzelırmak für die glorreiche Zeit Göztepes, in der man als erste anatolische Mannschaft den drei großen Istanbuler Vereinen Galatasaray, Fenerbahçe und Beşiktaş Konkurrenz machte. Er verstarb am 14. Februar 2001 in einem Istanbuler Krankenhaus an einem Hirntumor. Er war der Onkel des Fußballtorhüters und Nationalspielers Cenk Gönen. In seiner Geburtsstadt und Hauptwirkungsstätte Izmir sind mehrere Sportkomplexe und Turniere nach ihm benannt.

## Spielerkarriere

### Verein
Artuner begann mit dem Fußballspielen auf der Straße und wurde hier von Talentjägern des Göztepe Izmir entdeckt. So begann seine Vereinsfußballkarriere als Siebzehnjähriger in der Jugend von Göztepe. Zur Saison 1961/62 wurde er als Dritter Torwart in den Profikader aufgenommen. Hier konkurrierte er mit dem Stammtorwart Burhan Şeflek und dessen Ersatzkeeper Nevzat Okuyucu um die Position des Stammtorhüters. In der ersten Saison kam er auf sechs Erstligaeinsätze. Zum Saisonende verließ Şeflek den Verein, sodass Artuner nur mit Okuyucu konkurrierte. So steigerte er seine Einsätze zur nächsten Saison auf 15. Zur Saison 1963/64 eroberte er sich den Stammplatz, verlor ihn aber wieder. In der Saison 1964/65 saß er bis auf drei Ligabegegnungen durchgängig auf der Ersatzbank und hatte gegenüber Okuyucu und dem neu dazugekommenen Torhüter Seyfi Talay das Nachsehen. Die Mannschaft beendete die Saison auf dem vierten Tabellenplatz und erzielte damit die bisher beste Platzierung in der Vereinshistorie. Zur neuen Saison nahm man das erste Mal in der Vereinsgeschichte am Messestädte-Pokal, dem inoffiziellen Vorläufer des UEFA-Pokals teil und schied hier bereits in der zweiten Runde gegen TSV 1860 München aus. Artuner spielte bei beiden Messepokalebegegnungen und hatte auch in der Liga deutlich mehr Einsätze. Die Saison beendete der Verein als Tabellenfünfter.
In der Saison 1966/67 gelang Artuner endgültig der Durchbruch. Er stieg zum unumstrittenen Stammtorhüter auf und behielt diese Stellung, verletzungsbedingte Ausfälle nicht betrachtet, bis zu seinem Karriereende. In der Liga wurde man erneut Vierter und wiederholte damit die Vereinsbestmarke. Ferner schaffte man es zum Saisonende bis ins Finale des türkischen Fußballpokals und unterlag hier per Münzentscheid nach Unentschieden über die reguläre Spiellänge dem Stadtrivalen Altay Izmir. Artuner hatte an beiden Erfolgen maßgeblichen Anteil und wurde in der gleichen Saison durch seine überragenden Leistungen auch regelmäßig für die türkische Nationalmannschaft nominiert.
In der Saison 1967/68 machte Artuner mit Göztepe mit einem bis dahin noch nie erreichten Erfolg in der Vereinsgeschichte international auf sich aufmerksam. Neben dem erneuten 4. Tabellenplatz in der Süper Lig erreichte man im Messestädte-Pokal die 3. Runde. Dabei setzte man sich in der 1. Runde gegen den belgischen Vertreter Royal Antwerpen und in der 2. Runde gegen den spanischen Spitzenklub Atlético Madrid durch. In der 3. Runde schied man gegen den jugoslawischen Vertreter Vojvodina Novi Sad aus. Die nachfolgende Saison überbot man diesen Erfolg. Zum ersten Mal in der Vereinshistorie konnte man den türkischen Fußballpokal gewinnen. Dabei setzte man sich im Finale gegen den Spitzenklub Galatasaray Istanbul durch. Im Messepokal schaltete man der Reihe nach Olympique Marseille, FC Argeș Pitești, OFK Belgrad und den Hamburger SV aus und schaffte es so ins Halbfinale. Der Hamburger SV zog sich aus dem Wettbewerb zurück und sorgte so für den Halbfinaleinzug Göztepes. Im Halbfinale unterlag der Verein dann dem ungarischen Vertreter Újpesti Dózsa SC. Dieser Erfolg war bis dato der beste, den eine türkische Mannschaft in einem europäischen Pokalwettbewerb erlangte.
In der Saison 1969/70 gelang die Verteidigung des türkischen Fußballpokals und damit der zweite Erfolg in diesem Wettbewerb. Im Europapokal der Pokalsieger kam man bis ins Viertelfinale und schied da gegen den italienischen Spitzenverein AS Rom aus. Artuner profilierte sich während dieser beiden Spiele gegen die Römer und bekam von der italienischen Fachpresse sehr gute Kritiken. Zum Sommer 1970 gewann man mit einem 3:1-Sieg über Fenerbahçe Istanbul auch den Türkischen Fußball-Supercup. In der Saison 1970/71 schied man im Europapokal der Pokalsieger bereits in der 2. Runde gegen den polnischen Vertreter Górnik Zabrze aus, dafür beendete man die Süper Lig auf dem dritten Tabellenplatz und erreichte eine neue Vereinsbestmarke. Die nachfolgenden Jahre verlor Artuner mit Göztepe den Anschluss an die Spitzenvereine der Süper Lig. Artuner selber spielte bis zum Sommer 1975 und beendete anschließend seine aktive Fußballspielerlaufbahn. Zwei Jahre später stieg Göztepe zum ersten Mal in der Vereinshistorie in die zweithöchste türkische Spielklasse, in die heutige TFF 1. Lig ab.

### Nationalmannschaft
Artuner spielte das erste Mal für die türkische Jugendnationalmannschaften, während einer U-18-Begegnung gegen die griechische U-18. Nach vier Einsätzen für die türkische U-18 begann er ab 1965 für die türkische Nationalmannschaft aufzulaufen. Sein Länderspieldebüt gab er 9. Mai 1965 während eines Freundschaftsspiels gegen die bulgarische Nationalmannschaft. Im gleichen Jahr nahm er mit der Nationalmannschaft am ECO-Cup teil und wurde hinter dem Iran Zweiter. 1965 wurde er parallel zu der regulären Nationalmannschaft auch für die türkische U-21-Nationalmannschaft nominiert und spielte insgesamt dreimal für diese.
Am 16. Oktober 1966 bestritt die türkische Nationalmannschaft im 40.000 Zuschauer fassenden und ausverkauften Olympiastadion Luschniki gegen die Fußballnationalmannschaft der UdSSR eine Freundschaftsbegegnung. Hier wurde Artuner in der 17. Spielminute für die türkische Torwartlegende Turgay Şeren eingewechselt und wurde von der Fachpresse durch seine überragende Leistung beim 2:0-Sieg seiner Mannschaft als Matchwinner gefeiert. Er erhielt nach dieser Begegnung den Spitznamen Moskova panteri (dt.: Der Panther von Moskau). Dieser Name ist eine Anlehnung an den Spitznamen Turgay Şerens, der nach einem 1:2-Sieg der Türkei gegen die deutsche Elf im Berliner Olympiastadion den Spitznamen Berlin panteri (dt.: Der Panther von Berlin) erhielt. Nach dieser Begegnung verdrängte Artuner den gealterten aber bis dato unbestrittenen Stammtorhüter Şeren von dieser Position. 1967 nahm Artuner ein zweites Mal mit der Türkei am ECO-Cup teil und konnte dieses Mal dieses Turnier gewinnen. 1971 trug Artuner während eines EM-Qualifikationsspiels gegen die albanische Nationalmannschaft das letzte Mal das Nationaltrikot seines Landes. Insgesamt spielte er 25 Mal für die Türkei.

## Erfolge
- Mit Göztepe Izmir
  - Tabellendritter der Süper Lig (1): 1970/71
  - Türkischer Pokalsieger (2): 1969, 1970
  - Türkischer Pokalfinalist (1): 1967
  - Türkischer Supercup (1): 1970
  - TSYD Kupası (Izmir) (3): 1964/65, 1966/67, 1968/69
  - Messestädte-Pokal-Halbfinalist (1): 1968/69
  - Viertelfinalist des Europapokal der Pokalsieger (1): 1969/70
- Türkische Nationalmannschaft:
  - ECO-Cup (1): 1967
    - Zweiter beim ECO-Cup (1): 1965